# Шемире сир Сарт
Шемире сир Сарт (фр. Chemiré-sur-Sarthe) насеље је и општина у западној Француској у региону Лоара, у департману Мен и Лоара која припада префектури Сегре.
По подацима из 2011. године у општини је живело 275 становника, а густина насељености је износила 41,54 становника/km². Општина се простире на површини од 6,62 km². Налази се на средњој надморској висини од 24 метара (максималној 69 m, а минималној 18 m).

## Демографија
| 1962. | 1968. | 1975. | 1982. | 1990. | 1999. | 2011. |
| ----- | ----- | ----- | ----- | ----- | ----- | ----- |
| 302   | 270   | 250   | 268   | 263   | 244   | 275   |

График промене броја становника у току последњих година